# 圣多明我堂 (乌尔比诺)

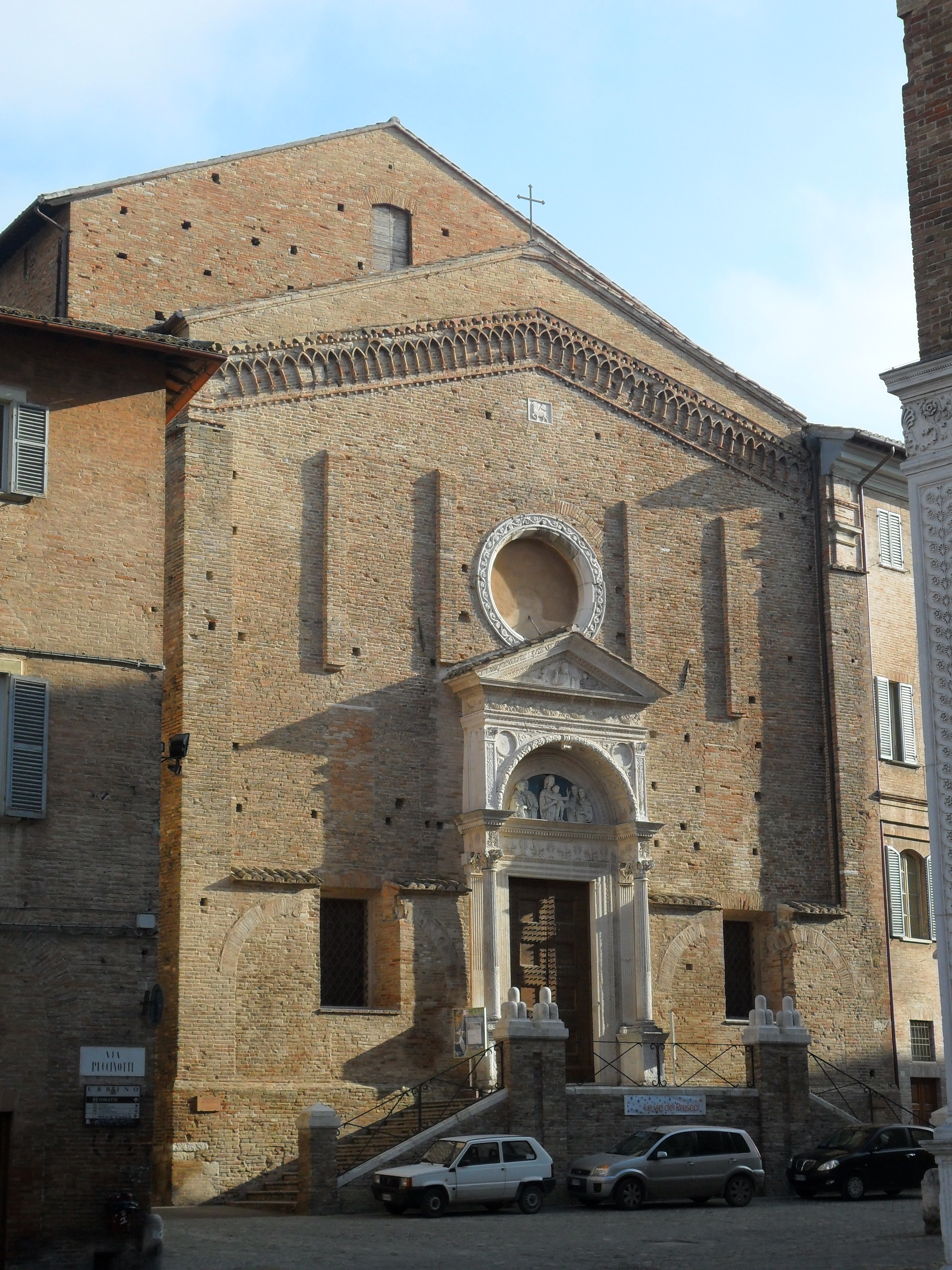

圣多明我堂（Chiesa di San Domenico）是一座天主教教堂，位于意大利马尔凯大区乌尔比诺，omonima街的起点，乌尔比诺公爵宫入口对面。建筑风格包括哥特式、文艺复兴、巴洛克式。

## 历史
该堂由多明我会建于1362年-1365年，于1365年祝圣。然而，建筑的有些部分可能稍早，可以通过对半圆形后殿的湿壁画测定来证明。
在18世纪（1729-1732），菲利波·巴里戈尼（Filippo Barigioni）翻修了教堂内部。

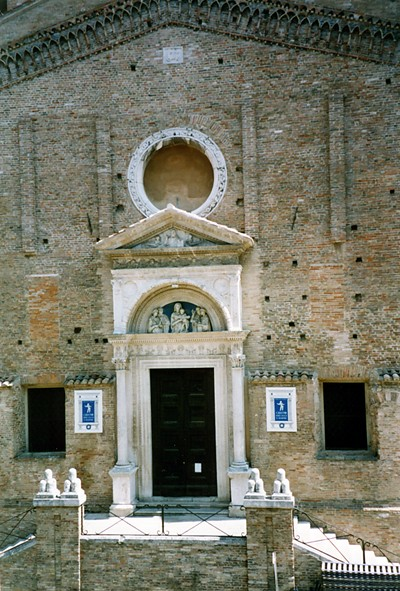
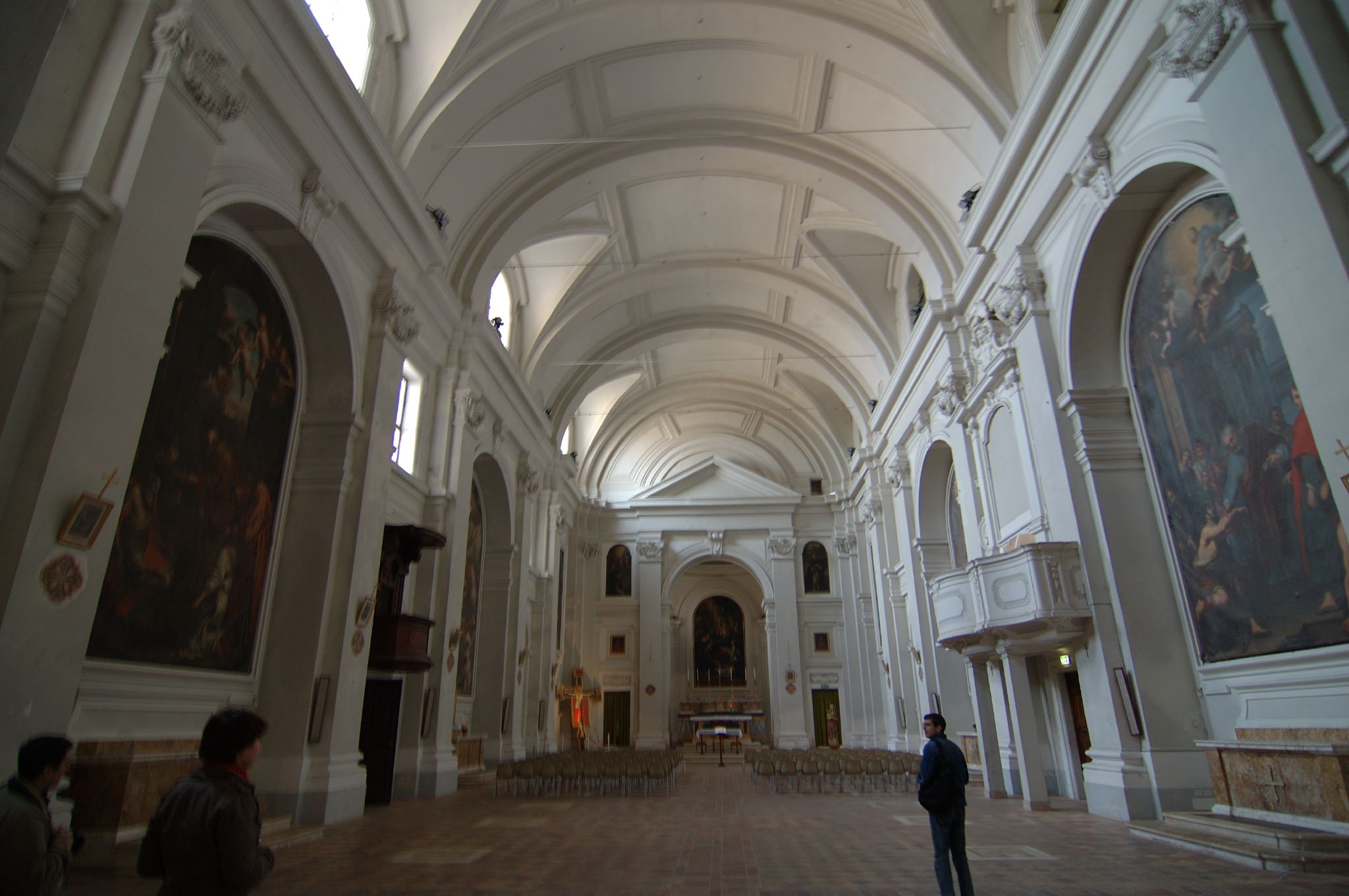
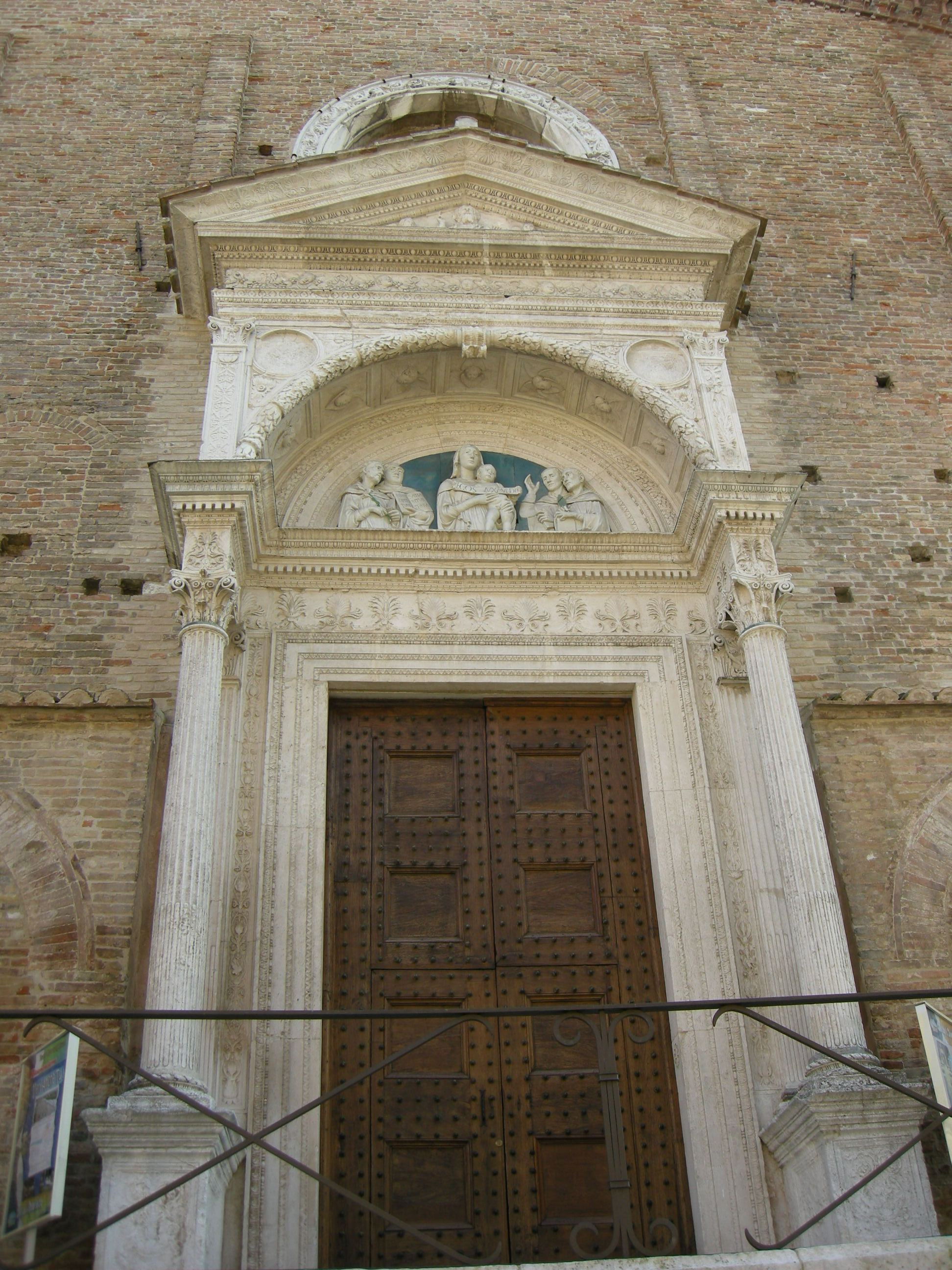